# Педосы (Хмельницкий район, Хмельницкая область)
Педосы (укр. Педоси) — село в Хмельницком районе Хмельницкой области Украины.
Население по переписи 2015 года составляло 479 человека. Почтовый индекс — 31332. Телефонный код — 382. Занимает площадь 2,49 км². Код КОАТУУ — 6825086001.

## Местный совет
31332, Хмельницкая обл., Хмельницкий р-н, с. Педосы, ул. Центральная, 10